# Corps local
En mathématiques, un corps local est un corps commutatif topologique localement compact pour une topologie non discrète. Sa topologie est alors définie par une valeur absolue.
Les corps locaux interviennent de façon fondamentale en théorie algébrique des nombres.

## Exemples
- Si k est un corps fini, le corps k((X)) des séries formelles de Laurent à coefficients dans k est un corps local.
- Tout complété d'un corps de nombres (ou plus généralement un corps global) pour une valuation non triviale est un corps local.

## Cas archimédien
Si la valeur absolue est archimédienne, alors K est isomorphe soit au corps des nombres réels, soit au corps des nombres complexes.

## Cas non archimédien
Si K est un corps local dont la valeur absolue est non archimédienne, l'anneau OK des entiers de K est la boule unité fermée (compacte). C'est un anneau de valuation discrète. Le corps résiduel de K est le quotient de son anneau d'entiers par l'idéal maximal de cet anneau (la boule unité ouverte). La caractéristique résiduelle de K est la caractéristique de son corps résiduel. Le corps résiduel est compact et discret donc fini, si bien que la caractéristique résiduelle est un nombre premier. Deux cas de figure se présentent, selon que la caractéristique de K est ou non égale à sa caractéristique résiduelle :
- En cas d'inégale caractéristique, le corps K est nécessairement de caractéristique nulle, et il est isomorphe à une extension finie du corps des nombres p-adiques, où p désigne la caractéristique résiduelle de K ; un tel corps est appelé corps de nombres p-adiques.
- En cas d'égale caractéristique, le corps K est isomorphe au corps des séries formelles de Laurent à coefficients dans son corps résiduel.

Les corps locaux non archimédiens sont donc les corps complets pour une certaine valuation discrète et dont le corps résiduel est fini. Certains auteurs considèrent une notion plus générale, en demandant que le corps résiduel soit seulement parfait.
Ces corps sont soumis à la théorie du corps de classes local.

## Corps locaux non commutatifs
Il est possible d'élargir la définition équivalente ci-dessus d'un corps local non archimédien en autorisant les corps non commutatifs.
Les notions d'anneau d'entiers, de corps résiduel et de caractéristique résiduelle s'étendent sans difficulté à ce cadre. Le centre d'un corps local non commutatif est un corps local.
Un corps local non commutatif est localement compact si et seulement si son centre l'est, et si et seulement s'il a un corps résiduel fini. Dans ce cas, il est de dimension finie sur son centre.
Inversement, les corps non commutatifs localement compacts non discrets sont classés comme suit (voir l'article sur le groupe de Brauer) :
- si leur valeur absolue est archimédienne, ils sont isomorphes au corps des quaternions de Hamilton ;
- sinon, ce sont des algèbres cycliques sur leur centre, paramétrées par un élément de ℚ/ℤ.

## Référence
Jean-Pierre Serre, Corps locaux [détail des éditions]